# Amphineurus (Amphineurus) lyriformis
Amphineurus (Amphineurus) lyriformis is een tweevleugelige uit de familie steltmuggen (Limoniidae). De soort komt voor in het Australaziatisch gebied.